# Club-Mate
Club-Mate (МФА: [ˈklʊp ˌmaːtə]) — безалкогольный газированный напиток на основе экстракта падуба парагвайского, производимый с 1924 года немецкой компанией Loscher Brewery (Brauerei Loscher, букв. Пивоварня Ло́шера) рядом с коммуной Мюнкстайнах, Германия. Напиток характеризуется относительно высоким содержанием кофеина (20 мг на 100 мл), низким содержанием сахара (50 г на 1 кг), а также пониженной калорийностью (20 на 100 мл) по сравнению с другими энергетическими напитками и колой. Он также не содержит синтетических веществ, в том числе таурина.
Через дистрибьюторскую сеть Club-Mate продаётся в 40 странах, в основном — в Европе, но также и в Канаде, Австралии, Израиле, Турции и Южной Африке. В России напиток поступил в продажу летом 2013 года. Club-Mate выпускается в стеклянных бутылках объёмом 0,33 и 0,5 литров.

## История
Club-Mate был разработан немецкой компанией Geola Beverages из Дитенхофена и первоначально распространялся под торговой маркой Sekt-Bronte. Напиток был известен лишь регионально вплоть до приобретения марки пивоварней Loscher и переименования в Club-Mate.
В дальнейшем он обрёл широкую популярность в 1990-х годах в Берлине в качестве здоровой альтернативы вредным синтетическим напиткам. На сегодняшний день ставший культовым напиток остаётся одним из самых популярных безалкогольных напитков Берлина и ряда других стран. Его часто ассоциируют с клубным движением Европы и, в частности, — с техно-культурой.
В конце двадцатого века его также относили к культуре хакеров, в особенности — европейских. В частности, Брюс Стерлинг писал в журнал Wired, что это любимый напиток немецкого общества Chaos Computer Club, а также Noisebridge и Hope. До сегодняшнего дня на территории США продажу напитка осуществляет журнал 2600: The Hacker Quarterly.

## Разновидности
Существует несколько разновидностей напитка. Club-Mate IceT Kraftstoff — холодный чай со слегка большим содержанием сахара и кофеина (22 мг на 100 мл), чем в первоначальном рецепте. В декабре 2007 года Loscher также выпустила так называемый Club-Mate Winter Edition с добавлением экстрактов кардамона, корицы, звёздчатого аниса и лимона. С тех пор зимний вариант напитка продаётся в течение ограниченного количества времени каждую зиму. В 2009 году компания также запустила стилизованную колу, отличающуюся от остальных стопроцентной натуральностью и содержанием экстракта мате.
Существует также целый ряд коктейлей с участием Club-Mate: например, водка-мате, «Tschunk», состоящий из Club-Mate, рома и долек лайма, и Егер-мате с Егермайстером, часто употребляемый в Берлине.

## Состав
- Вода
- Инвертный сироп
- Сахар
- Экстракт падуба парагвайского
- Лимонная кислота
- Кофеин
- Натуральные ароматизаторы
- Карамельный колер
- Угольная кислота